# Ercheia ekeikei
Ercheia ekeikei är en fjärilsart som beskrevs av Bethune-Baker 1906. Ercheia ekeikei ingår i släktet Ercheia och familjen nattflyn. Inga underarter finns listade i Catalogue of Life.